# Sten'ka Razin (film)
Sten'ka Razin (Стенька Разин) è un film del 1914 diretto da Grigorij Ivanovič Libken.